# Haradski-Stadion (Maladsetschna)
Das Haradski-Stadion (belarussisch Гарадскі стадыён; russisch Городской стадион; deutsch: ‚Städtisches Stadion‘) in der belarussischen Stadt Maladsetschna ist ein Mehrzweckstadion, das 4.800 Zuschauern Platz bietet. Die städtische Anlage wird vom FK Maladsetschna für seine Heimspiele in der Perschaja Liha, der zweiten belarussischen Fußballliga, genutzt.